# Víctor Manuel Román y Reyes
Víctor Manuel Román y Reyes (13 d'octubre de 1872 - 6 de maig de 1950) va esdevenir el president de Nicaragua, va ocupar el càrrec des del 15 d'agost de 1947 fins a la seva mort el 6 de maig de 1950. El seu vicepresident va ser Mariano Argüello Vargas, ex-ministre d'Afers Exteriors i president del Senat del Congrés Nacional de Nicaragua.
Victor Román va ser el president de la cambra alta del Congrés Nacional de Nicaragua 1929-1930.
Víctor Manuel Román y Reyes també anomenat per les sigles T.V. (Tio Victor) va ser designat per l'Assemblea General, cop d'estat . Va practicar la filosofia militar de l'expresident de Nicaragua Zelaya. La filosofia de José Santos Zelaya es basava en les opinions militars de l'antic emperador alemany . T.V. era membre del Partit Nacionalista Liberal de Somoza i després de la seva mort, el marit de la seva neboda, Anastasio Somoza Garcia, va ser nomenat per seguir endavant amb l'exèrcit de TV.
El president Víctor Manuel Roman va morir a Filadèlfia. En el seu llit de mort, envoltat del seu net, la família i pocs companys polítics entre ells el secretari de la presidència (cap de gabinet) Alejandro del Carmen. Roman y Reyes va signar l'Acord de Coalició Liberal i Conservador de Nicaragua. Va ser ell, qui va ajudar la minoria a entrar al Congrés.